# Prefetti della provincia di Fiume

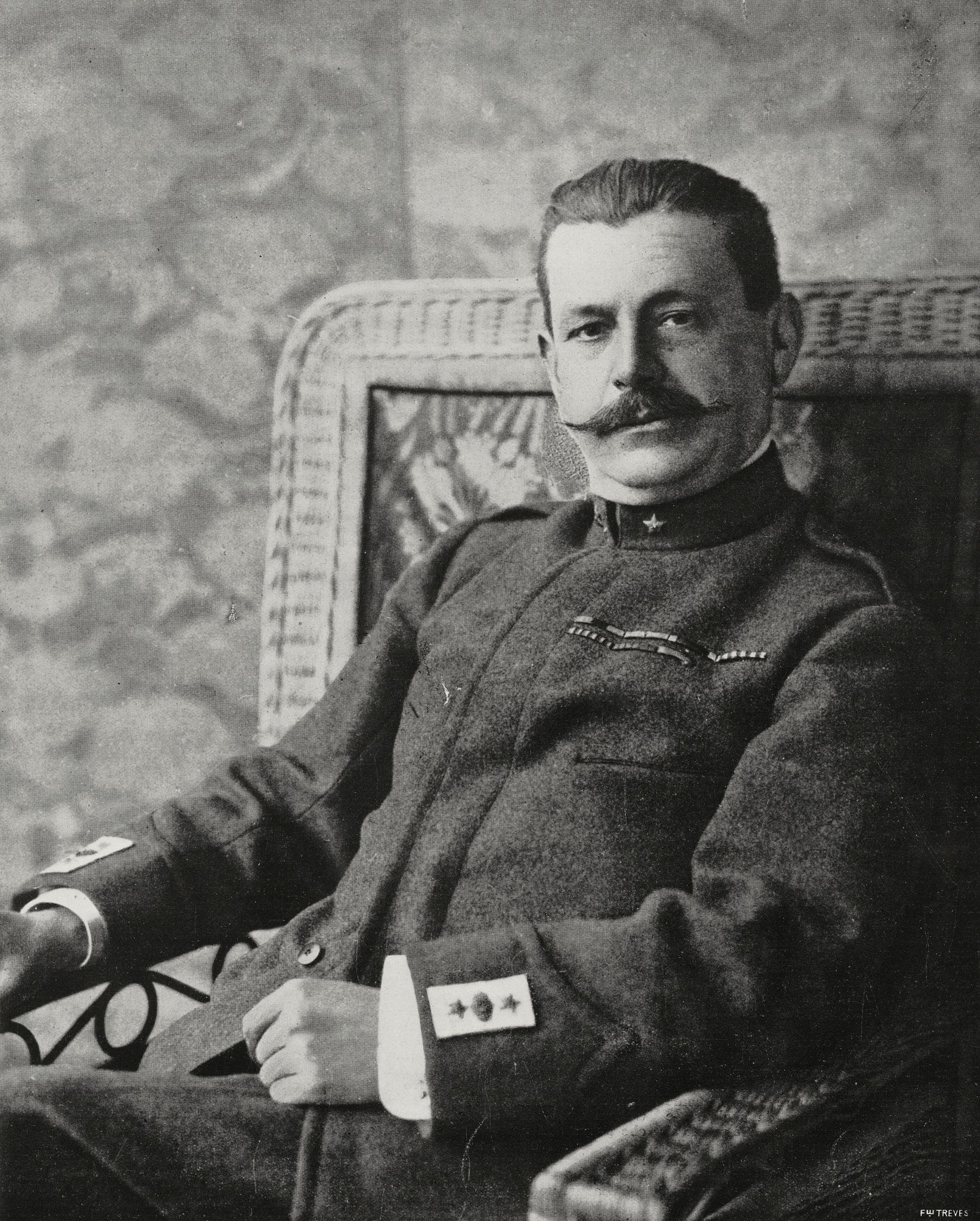
Gaetano Giardino

Furono nove i prefetti della Provincia di Fiume succeduti al Governatore Militare, generale Gaetano Giardino.

## Governatore Militare
- Gaetano Giardino, 17 settembre 1923 - 30 aprile 1924

## Prefetti
Elenco dei prefetti della Provincia di Fiume durante il Regno d'Italia dal 1924 al 1945.
- Michele Sorge, 1º maggio 1924 - 10 febbraio 1925
- Emanuele Vivorio, 10 febbraio 1925 - 16 maggio 1930
- Antonio De Biase, 16 maggio 1930 - 20 gennaio 1934
- Francesco Turbacco, 20 gennaio 1934 - 20 febbraio 1938
- Temistocle Testa, 20 febbraio 1938 - 1º febbraio 1943[1][2]
- Agostino Podestà, 1º febbraio 1943 - 20 agosto 1943
- Pietro Chiariotti, 20 agosto 1943 - 21 settembre 1943[3]
- Riccardo Gigante, 21 settembre 1943[4][5] - 29 ottobre 1943
- Alessandro Spalatin, Capo della Provincia, 29 ottobre 1943 - 25 aprile 1945[6][7]